# Sheldon Jett
Pour les articles homonymes, voir Jett (homonymie).
Sheldon Jett est un acteur américain né à Neodesha, Kansas en 1901, mort à New York le 1er février 1960.

## Filmographie partielle
- 1935 : It's in the Air de Charles Reisner
- 1941 : Un cœur pris au piège (The Lady Eve) de Preston Sturges
- 1941 : L'Homme de la rue (Meet John Doe) de Frank Capra
- 1941 : Les Voyages de Sullivan (Sullivan's Travels) de Preston Sturges
- 1942 : Vainqueur du destin (The Pride of the Yankees) de Sam Wood
- 1942 : Madame et ses flirts (The Palm Beach Story) de Preston Sturges
- 1944 : La Femme au portrait (The Woman in the Window) de Fritz Lang
- 1951 : Dick Turpin, bandit gentilhomme (Dick Turpin's Ride) de Ralph Murphy